# Ralf Moeller

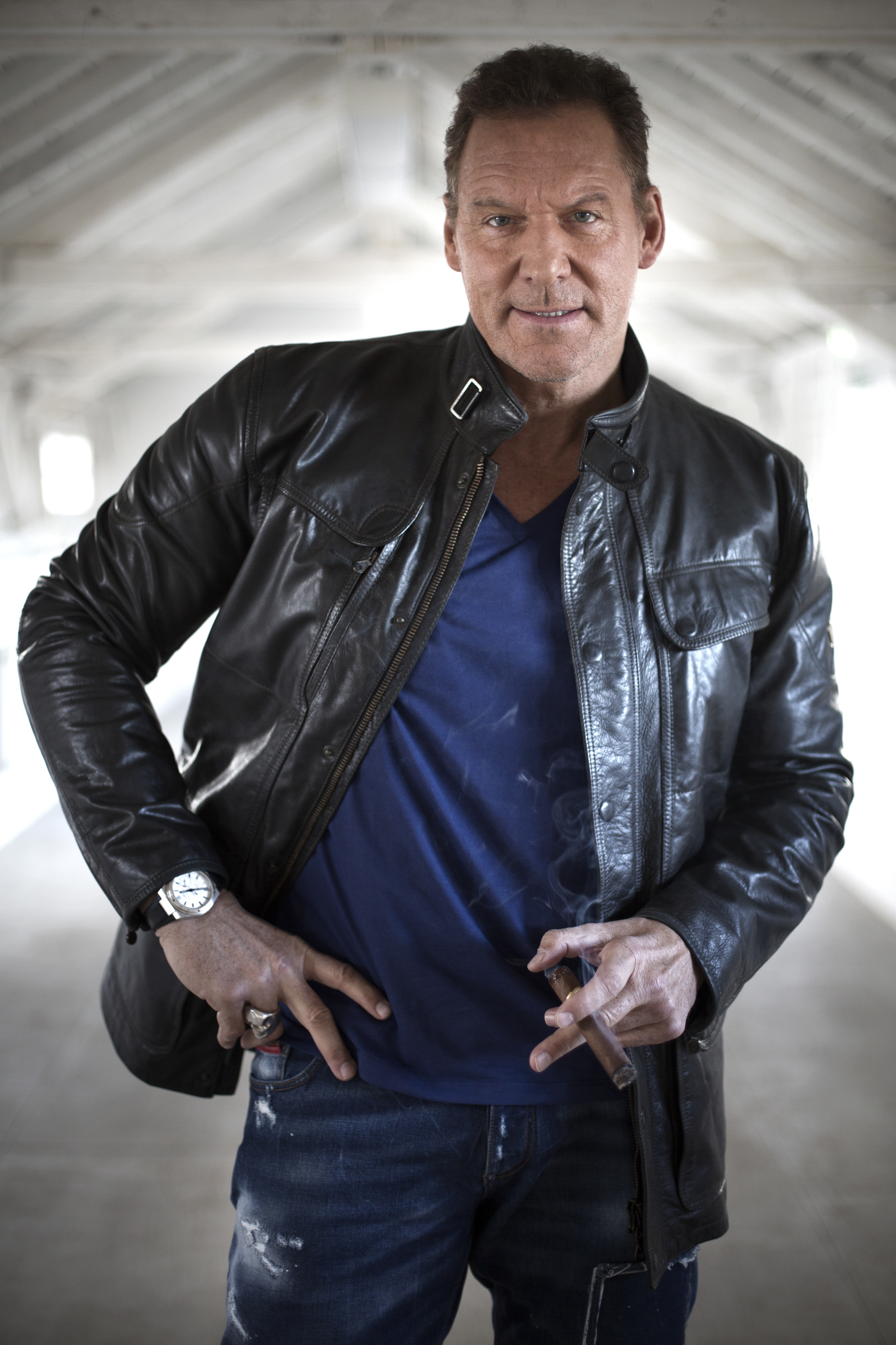
Ralf Moeller (2016)

Ralf Rudolf Moeller (auch Ralph Moeller und Ralf Rudolf Möller; * 12. Januar 1959 in Recklinghausen) ist ein deutscher Schauspieler, ehemaliger Bodybuilder und Mr. Universum. International bekannt wurde Ralf Moeller  insbesondere durch seine Nebenrolle in dem 2000 erschienenen Monumentalfilm Gladiator an der Seite des Oscarpreisträgers Russell Crowe.

## Karriere

### Die frühen Jahre
Ralf Moeller wurde am 12. Januar 1959 in Recklinghausen als Sohn des Schweißers und Schlossers Helmut Moeller (1929–2022) und dessen Frau Ursula Moeller (1936–2025), einer Schuhverkäuferin, geboren. Ab seinem siebten Lebensjahr war er Schwimmer. Er absolvierte eine Ausbildung als Schwimmmeister und Schwimmlehrer in seiner Heimatstadt Recklinghausen. Zwei Jahre widmete er sich dem Boxen, ehe er Mitte der 1970er Jahre zum Bodybuilding wechselte. Moeller leistete seinen Wehrdienst von 1979 bis 1981 beim Pipelinepionierbataillon 840 in Wuppertal und trainierte in dieser Zeit im Bundesleistungszentrum Leverkusen in den Disziplinen Kugelstoßen und Diskuswurf unter dem Trainer Peter Ogiolda. Die Bundeswehrzeit beendete er als Obergefreiter der Reserve.

### Bodybuilder-Jahre (1977–1989)
Im Alter von 17 Jahren begann er mit Bodybuilding und wurde 1984 Deutscher Meister in dieser Disziplin. 1986 wurde er zum Mr. Universum gekürt (Weltmeistertitel). Bei der von der IFBB durchgeführten Mr.-Universe-Wahl wurden 1986 erstmals Doping-Tests vom IOC durchgeführt (Manfred Donike). Moeller war somit der erste Mr. Universe, der nach den Regeln des IOC getestet wurde und den Titel gewann. 1988 folgten die Mr.-Olympia-Wahlen. Bis heute ist Moeller mit seiner Größe von 1,97 m einer der größten Bodybuilding-Champions der Welt. Im Jahre 1988 bei der Mr.-Olympia-Wahl wog er ca. 131 kg.
Im Juni 1989 beendete Moeller seine Karriere als Bodybuilder, um sich seiner Schauspielkarriere zu widmen.

### Schauspielkarriere
Das erste Mal war Ralf Moeller 1988 im Tatort: Gebrochene Blüten mit Götz George und Eberhard Feik zu sehen. Ein Jahr darauf 1989 spielte er mit in Cyborg und 1992 an der Seite von Dolph Lundgren und Jean-Claude Van Damme in Universal Soldier von Roland Emmerich. Ein Jahr später spielte er den Bösewicht Brakus als Gegenspieler zu Phillip Rhee und Eric Roberts in Best of the Best 2 – Der Unbesiegbare. Nach Cyborg und Universal Soldier war dies sein dritter Auftritt in einem US-amerikanischen Film und die zweite tragende Nebenrolle.
Zu seinen größten und weltweit populärsten Filmrollen zählen bis heute die in Ridley Scotts Gladiator (2000), in dem er an der Seite des Oscar-Gewinners Russell Crowe den Gladiator Hagen spielte, sowie seine Rolle in The Scorpion King von 2002. Seit der Nebenrolle in Gladiator wird Moeller, dessen Stimme allerdings in der deutschsprachigen Fassung nicht zu hören ist, in der deutschen Presse oft mit dem Namen „der Gladiator“ geschmückt. Neben diesen beiden Filmen spielte er die Hauptrolle in The Viking Sagas und in Conan der Abenteurer. Die Serie lief von 1997 bis 1998.
Ralf Moeller fuhr fort mit seiner Schauspielkarriere im Film El padrino (2004), einer Fortsetzung von The Bad Pack, in der er den Spezialagenten Kurt Mayers spielte. 2005 spielte er neben Rosanna Arquette den Bruno in My Suicidal Sweetheart. Im Film Bierfest (2006) – unter anderem mit Donald Sutherland und Jürgen Prochnow – hatte Moeller die Rolle des Hammacher inne. Im selben Jahr 2006 war er in Ozzie, der Koalabär zu sehen, in dem auch Schauspieler wie Joan Collins mitwirkten, sowie in Seed in der Rolle des Warden Arnold Calgrove. 2007 folgte Pathfinder – Fährte des Kriegers und in Postal spielte Ralf Moeller Officer John. In den folgenden Jahren wirkte er in Alone in the Dark II (2008) und Dejection (2009) mit, bis er 2010 sowohl in The Sword and the Sorcerer II als auch in The Tourist agierte. Er wurde zudem mit den Teen Choice Awards als bester Actiondarsteller ausgezeichnet. 2014 spielte Ralf Moeller in Love, Hate & Security.
Neben diesen US-Filmen hatte Moeller auch viele (Gast-)Rollen in deutschen Produktionen. Im für RTL produzierten Fernsehfilm Der Superbulle und die Halbstarken (2000, fast 4 Mio. Zuschauer) spielte er die Hauptrolle. Auch in Hai-Alarm auf Mallorca (2003) war er in der Hauptrolle zu sehen. Hai-Alarm gilt als einer der erfolgreichsten RTL-Eigenproduktionen über viele Jahre hinweg (fast 7 Mio. Zuschauer). Neben einer Gastrolle (Ferox) in Held der Gladiatoren (2003) spielte Moeller im selben Jahr noch König Thorklit in Die Nibelungen. 2008 sah man ihn in Far Cry, einer deutsch-kanadischen Produktion, bei der auch Til Schweiger mitspielte und in Time of the Comet als Freiherr von Keittel. Auch in den Fernsehserien Die Küstenwache und Alarm für Cobra 11 – Die Autobahnpolizei hatte er Auftritte.

### Musikalische Arbeit
Moeller ist auch in Musikvideos wie zur Single von Bon Jovi Say It Isn’t So (2000) zusammen mit Claudia Schiffer, Emilio Estevez und Arnold Schwarzenegger zu sehen. Auch im Video zu Maria (I Like It Loud) der deutschen Band Scooter spielte er mit. Außerdem wirkte er als Sprecher beim deutschen Musikprojekt E Nomine mit (Schwarze Sonne und Der Turm).

## Privates

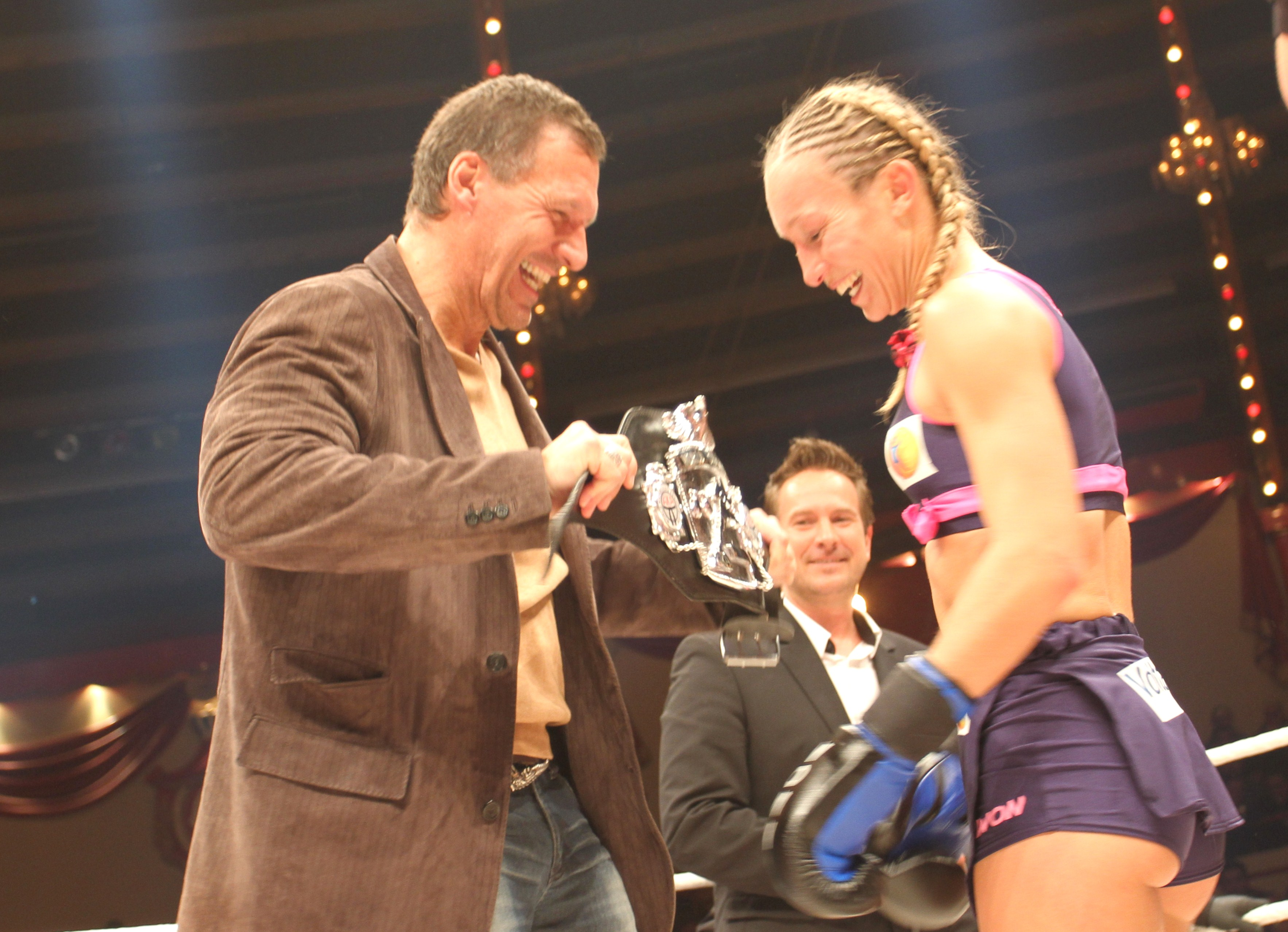
Ralf Moeller bei der WKA-WM 2011 in München mit Christine Theiss

Ralf Moeller lernte die Kosmetikerin Annette Mitte der 1980er-Jahre kennen und heiratete sie 1989. 1991 wanderten sie nach Los Angeles aus. Zuvor und einige Jahre danach kamen ihre beiden Töchter zur Welt. 2013 gab Möller an, seine Frau und er hätten sich Ende 2011 getrennt. 2024 stellte er seinen 18-jährigen unehelichen Sohn der Öffentlichkeit vor, dessen Mutter, eine Maskenbildnerin, er 2003 in Deutschland kennenlernte.
Seit April 2014 besitzt Moeller neben der deutschen auch die US-amerikanische Staatsbürgerschaft.

## Soziales Engagement und Ehrungen
Im September 2006 startete Ralf Moeller gemeinsam mit Bundesfamilienministerin Ursula von der Leyen (CDU) die Initiative „Starke Typen“, mit der Kindern in sozialen Brennpunkten eine positive Lebenseinstellung vermittelt werden soll. Vor dem Hintergrund seines Mitwirkens bei der Verfilmung des von der BPJM indizierten Computerspiels Postal geriet sein Engagement als Vorbild für Jugendliche vor dem Hintergrund der zu dieser Zeit geführten Debatte um Computerspiele mit Gewaltdarstellungen jedoch in die Kritik.
Seit März 2007 wird die Aktion unter dem Motto „Starke Typen … lernen fürs Leben“, gesponsert vom Arbeitgeberverband Gesamtmetall, mit acht weiteren Veranstaltungen an Brennpunktschulen weitergeführt.
Wegen dieses Engagements wurde er von Kinderlachen mit dem Kind-Award ausgezeichnet.
Im Mai 2008 besuchte er als erster deutscher Schauspieler eine Woche lang deutsche Soldaten in Afghanistan und übergab bei dieser Gelegenheit gesponserte Fitnessgeräte zur Truppenbetreuung im Wert von 30.000 €.
Weiterhin unterstützt Ralf Moeller die Organisation „skate-aid“ von Titus Dittmann als Botschafter und aktiver Unterstützer. Skate-aid fördert nationale und internationale humanitäre Kinder- und Jugendprojekte und wurde mit dem „Laureus Medien Preis“ für ihre Arbeit in Afghanistan und Afrika, darunter in Uganda, Tansania, Kenia und Südafrika, ausgezeichnet.
Am 14. Januar 2010 verlieh ihm Ministerpräsident Jürgen Rüttgers den Verdienstorden des Landes Nordrhein-Westfalen.
Im August 2017 veröffentlichte Ralf Moeller gemeinsam mit der Hilfsorganisation Weißer Ring einen Video-Clip unter dem Titel „Sei stark, hol’ dir Hilfe“. Im Video macht er auf das Thema Gewalt gegen Männer aufmerksam und ermutigt männliche Opfer dazu, sich nach einer Straftat professionelle Hilfe zu holen.

## Bücher
2021 erschien mit Erstma’ machen – auch Hinfallen ist ein Schritt nach vorne erstmals ein Buch mit und über Ralf Moeller verfasst vom Autor Tankred Lerch. Das Buch ist ein Mix aus Ratgeber und Biografie, erschienen im Verlag Gräfe und Unzer und Spiegel-Bestseller in der Sparte Paperback Sachbücher.
Ralf Moeller setzt seit etwa 2018 auf eine überwiegend vegane Ernährung und macht sich für ein Umdenken hin zu einer gesunden und pflanzenbasierten Ernährung auch öffentlich stark. Ende 2022 erschien zusammen mit dem Koch Timo Franke unter dem Titel Vegan Gladiators ein persönliches Kochbuch im Becker Joest Volk Verlag. Darin enthalten sind vegane Rezepte von Timo Franke sowie einige einleitende Kapitel, in denen es über den Zugang zur veganen Kost geht und Biographisches über Ralf Moeller und Timo Franke erzählt wird. Co-Autoren dieser Texte sind Tankred Lerch und Stephanie Nauber.
- 2021: Erstma’ machen – auch Hinfallen ist ein Schritt nach vorne, Softcover, Gräfe und Unzer, ISBN 978-3-8338-7532-8
- 2022: Vegan Gladiators. So krass gut schmeckt vegan – Lieblingsrezepte für jeden Tag, Hardcover, Becker Joest Volk Verlag, ISBN 978-3-95453-283-4

## Filmografie (Auswahl)
- 1985: Blam! (Fernsehserie, Folge: Viel zu rosa)
- 1988: Tatort – Gebrochene Blüten (Fernsehreihe)
- 1989: Cyborg
- 1990: Occio alla perestrojka
- 1992: Universal Soldier
- 1993: Best of the Best 2 – Der Unbesiegbare (Best of the Best II)
- 1994: Der unbekannte Deserteur (Kurzfilm)
- 1995: The Viking Sagas – Islandic Warrior (The Viking Sagas)
- 1997: Batman & Robin
- 1997: The Bad Pack – Sieben dreckige Halunken (The Bad Pack)
- 1997–1998: Conan, der Abenteurer (Conan, Fernsehserie, 22 Folgen)
- 2000: Gladiator
- 2000: Der Superbulle und die Halbstarken (Fernsehfilm)
- 2001: Sommer und Bolten: Gute Ärzte, keine Engel (Fernsehserie, Folge: Kugel im Kopf)
- 2001: Andromeda (Fernsehserie, Folge: Harper 2.0)
- 2001: Queen of Swords (Fernsehserie, Folge: Takes a Thief)
- 2001: Relic Hunter – Die Schatzjägerin (Fernsehserie, Folge: The Light of Truth)
- 2002: Mutant X (Fernsehserie, Folge: Dark Star Rising)
- 2002: The Scorpion King
- 2003: Held der Gladiatoren (Fernsehfilm)
- 2003: The Paradise Virus (Fernsehfilm)
- 2004: Hai-Alarm auf Mallorca (Fernsehfilm)
- 2004: Die Nibelungen (Fernsehfilm)
- 2004: El Padrino
- 2005: My Suicidal Sweetheart
- 2005: Max and Grace
- 2006: Bierfest (Beerfest)
- 2006: Ozzie, der Koalabär (Ozzie)
- 2006: Seed
- 2007: Pathfinder – Fährte des Kriegers (Pathfinder)
- 2007: Postal
- 2008: Alone in the Dark II
- 2008: Far Cry
- 2008: Time of the Comet
- 2009: Dejection
- 2009: Monsters vs. Aliens (Deutsche Stimme von Missing Link)
- 2010: The Sword and the Sorcerer 2
- 2010: The Tourist
- 2010: Küstenwache (Fernsehserie, Folge: U 32 antwortet nicht)
- 2011: Slave
- 2012: Alarm für Cobra 11 – Die Autobahnpolizei (Fernsehserie, Folge: Engel des Todes)
- 2012: Tim Sander goes to Hollywood (Dokumentation)
- 2014: Sabotage
- 2014: Love, Hate & Security
- 2016: Tschiller: Off Duty
- 2017: Das letzte Mahl (Produzent)
- 2018: Klassentreffen 1.0
- 2019: Der letzte Bulle
- 2020: Breach

## Gastauftritte (Auswahl)
- 2020: Das Duell um die Welt (Ausgabe 20)
- 2020–2021: Joko & Klaas gegen ProSieben (Ausgaben 17 und 21)
- 2024: Splash! Das Promi-Pool-Quiz